# Lista episcopilor greco-catolici de Lugoj
Lista episcopilor de Lugoj:
- Alexandru Dobra
- Ioan Olteanu
- Victor Mihali de Apșa
- Demetriu Radu
- Vasile Hossu
- Valeriu Traian Frențiu
- Alexandru Nicolescu
- Ioan Bălan
- Ioan Ploscaru
- Alexandru Mesian
- Ioan Călin Bot